# Triepeolus brittaini
Triepeolus brittaini är en biart som beskrevs av Cockerell 1931. Triepeolus brittaini ingår i släktet Triepeolus och familjen långtungebin. Inga underarter finns listade i Catalogue of Life.